# Musaranya de Saussure
La musaranya de Saussure (Sorex saussurei) és una espècie de mamífer de la família de les musaranyes (Soricidae). Viu a Guatemala i Mèxic. Fou anomenada en honor del mineralogista i zoòleg suís Henri Louis Frédéric de Saussure.